# Jean d'Ibelin (1179-1236)
Pour les articles homonymes, voir Jean d'Ibelin.
Jean d'Ibelin (né vers 1179 - mort en ou circa 1236), surnommé Le Vieux, seigneur de Beyrouth, est un important noble croisé du XIIIe siècle qui assure à plusieurs reprises le gouvernement du royaume de Jérusalem. Il était le fils aîné de Balian d'Ibelin, seigneur d’Ibelin et de Naplouse, et de Marie Comnène, veuve du roi Amaury Ier de Jérusalem.

## Biographie

Le royaume de Jérusalem, de 1196 à 1205

Son père, qui s’était illustré entre autres lors de la défense de Jérusalem, avait reçu la seigneurie de Caymont en compensation de la perte de ses domaines d’Ibelin et de Naplouse et meurt en 1193. Sa mère est également celle de la reine Isabelle de Jérusalem qu’elle a eu lors d’un premier mariage, ce qui place Jean d’Ibelin au premier rang de la noblesse du royaume.
Le mari d’Isabelle, Henri II de Champagne, doit faire face aux intrigues de Guy de Lusignan, qui n’a pas renoncé au royaume de Jérusalem, et ordonne à Amaury de Lusignan, à la fois frère de Guy de Lusignan et connétable du royaume, de renoncer à sa charge, jugeant les deux incompatibles. Amaury se rend à Chypre où il succède à Guy et Henri de Champagne donne la charge de connétable à Jean d’Ibelin en 1196. Henri de Champagne meurt accidentellement à Acre le 10 septembre 1197, et les barons choisissent pour roi Amaury II de Lusignan, déjà roi de Chypre.
Dès le mois d’octobre 1197, Amaury reprend les hostilités contre les musulmans et prend les villes de Sidon et de Beyrouth. Il rend Sidon à son ancien propriétaire, Renaud de Grenier et donne Beyrouth à Jean d’Ibelin. Mais Jean d’Ibelin reste le chef de file de la noblesse et, quand le roi accuse Raoul de Tibériade d’avoir commandité une attaque commise contre lui par quatre chevaliers germaniques et décide de le bannir, la noblesse choisit Jean d’Ibelin pour protester et demander que Raoul soit jugé par ses pairs, conformément aux lois du royaume.
Durant cette période, Beyrouth devient la résidence principale de la famille d'Ibelin et le sera pour le reste du siècle. Il fait reconstruire la cité, qui avait été complètement détruite durant la conquête du royaume par Saladin, et y construisit un riche palais. Beyrouth est quasiment un État indépendant sous son autorité ; en 1207, Jean ajouta la seigneurie d'Arsouf à ses possessions par son mariage avec Mélisende d'Arsouf.

### Régent de Jérusalem
Amaury II de Lusignan meurt le 1er avril 1205 et la reine Isabelle le suit de peu dans la tombe. L’héritière du royaume de Jérusalem, Marie de Montferrat, n’a que treize ans et l’assemblée des barons désigne Jean d’Ibelin comme régent.
Il négocie avec Gautier de Montbéliard, régent du royaume de Chypre, le mariage entre Hugues Ier de Chypre et Alix de Champagne-Jérusalem. Il y avait déjà eu des fiançailles en 1194 entre Hugues et ses deux frères avec Alix et ses deux sœurs, afin de rapprocher les deux royaumes opposés par une brouille. Le frère d'Hugues, Guy, était alors fiancé à Marie de Champagne-Jérusalem, sœur d’Alix. La mort d’Henri II de Champagne avait alors amené le roi de Chypre sur le trône de Jérusalem. Mais les deux couronnes s’étaient de nouveau séparés par la mort d’Amaury II et les régents estiment nécessaire d’allier les deux royaumes et concluent le mariage d’Hugues et d’Alix en 1210.

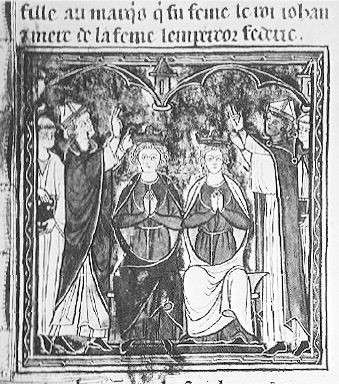
Couronnement de Marie de Montferrat et de Jean de Brienne
Histoire d'Outremer, XIIIe siècle

En 1207, la guerre reprend contre les Musulmans, après que les Hospitaliers du comté de Tripoli tentent de s’emparer de Homs, mais Jean d’Ibelin préfère rester à l’écart du conflit. En 1208, Marie de Montferrat est âgée de dix sept ans et Jean d’Ibelin réunit l’assemblée des barons pour lui choisir un mari, et décident de demander conseil à Philippe Auguste, roi de France. Celui-ci désigne un de ses chevaliers, Jean de Brienne qui débarque à Saint-Jean-d’Acre en septembre 1210, épouse Marie de Montferrat le 13 octobre 1210 et est sacré le même jour.
La régence prend fin et Jean d’Ibelin reprend son rôle de chef de file de la noblesse d’Orient. En 1217, avec la fin de la trêve avec Al-Adel, sultan d’Égypte, et l’arrivée des contingents de la cinquième croisade, il participe au siège de la forteresse de Thabor puis au siège de Damiette dans le delta du Nil.

### Régent de Chypre
Hugues Ier de Lusignan, roi de Chypre, meurt le 10 janvier 1218, laissant le trône à un fils de quelques mois, Henri Ier de Chypre. La régence est confiée à la mère, Alix de Jérusalem, et la baylie du royaume à Philippe d’Ibelin, le frère cadet de Jean. En 1223, une dispute tranchée par l’assemblée des barons de Chypre écarte Alix de la régence, laissant Philippe seul régent. Ce dernier meurt à la fin de l’année 1227 et Jean d’Ibelin lui succède comme régent. Le 21 juillet, l’empereur Frédéric II, également roi de Jérusalem, ayant épousé la fille de Jean de Brienne, débarque à Limassol à la tête de la sixième croisade. En tant que suzerain du royaume et soutenu par quelques barons chypriotes dissidents, il somme Jean d’Ibelin de rendre les comptes de la régence, ainsi que de lui remettre la place forte de Beyrouth. Si Jean d’Ibelin accède à la première demande, il refuse pour la seconde, estimant que cela ne peut se faire que devant l’assemblée des barons du royaume de Jérusalem et se retire à Beyrouth.

### Chef de l’opposition baronniale
Après des négociations avec le sultan Al-Kamil, Frédéric II obtient la rétrocession de Jérusalem, mais devant le mécontentement général qu’il a suscité par ses maladresses et ses brutalités, il confie la gérance du royaume de Jérusalem à Jean d’Ibelin, tout en laissant une solide garnison à Saint-Jean-d’Acre. Il fiance le jeune roi de Chypre à Alix de Montferrat et vend la régence à cinq barons chypriotes qui comptent parmi ses partisans. Pour finir de payer, ces derniers écrasent Chypre d’impôts et particulièrement les domaines de Jean d’Ibelin et de ses proches, provoquant ainsi le début de la guerre des Lombards. Appelé par Philippe de Novare, Jean d’Ibelin débarque à Chypre à la tête d’une armée et défait les régents le 14 juillet 1229 devant Nicosie. Les régents se retranchent dans le château de Dieu  d’Amour et se rendent au bout de dix mois. Jean d’Ibelin fait preuve de clémence pour pacifier l’île.
Frédéric II envoie Riccardo Filangieri à la tête d’une escadre, échoue à débarquer sur Chypre, mais occupe Acre et Tyr et prend la ville de Beyrouth fin 1230. Le 25 février 1232, Jean d’Ibelin débarque et assiège les Impériaux retranché dans la ville de Beyrouth, lesquels assiègent encore le château de Beyrouth. Ibelin réussit à faire passer un contingent qui relève la garnison.

### Maire de Saint-Jean-d’Acre
À Acre, les partisans de Jean Ibelin parviennent à soulever la ville qui se constitue en commune sur le modèle des communes lombardes et toscanes. Les Acrois élisent maire Jean d’Ibelin. Ce dernier est cependant battu par Filangeri à Casal-Imbert le 3 mai 1232. Profitant de cette victoire et de l’affaiblissement de l’armée chypriote, Filangeri occupe le royaume de Chypre. Mais Henri Ier de Lusignan et Jean d’Ibelin gardent courage, débarquent à Famagouste le 10 juin 1232 et battent les Impériaux à Agridi le 15 juin. Les quelques rescapés se retranchent dans le château de Cérines qui se rend en juin 1233.
Richard Filangieri contrôlait toujours Jérusalem et Tyr, et avait le soutien de Bohémond IV d'Antioche, des Chevaliers Teutoniques, des Chevalier de l'Hôpital et des marchands pisans. Jean d'Ibelin était soutenu par les établissements de Beyrouth, Césarée et Arsouf, les Chevaliers du Temple et la communauté marchande génoise. Aucune des deux factions ne prit l'avantage, et en 1234 le pape Grégoire IX excommunie Jean et ses partisans, décision annulée peu après, mais la paix ne put être rétablie. L’éviction des partisans de l’empereur pose également un problème juridique, car le royaume se retrouve sans roi. Pour pallier cette carence, la princesse Alix de Champagne-Jérusalem, fille de la reine Isabelle, nièce de Jean d’Ibelin, veuve d’Hugues Ier de Chypre et tante de Conrad, le roi en titre, est nommée régente, et le gouvernement du royaume est assuré par la commune d’Acre, dirigée par Jean d’Ibelin. En 1236, ce dernier fait une chute de cheval qui le blesse gravement. Il règle sa succession, se fait Templier et meurt à Saint-Jean-d’Acre. Après sa mort, le royaume, sans personnalité forte, sombre dans l’anarchie féodale.

## Mariage et enfants
Il s'était marié en premières noces vers 1201 avec Helvis de Nephim ou de Nephin (morte en 1208), fille de Raymond, seigneur de Nephin, qui avait donné naissance à cinq fils morts jeunes.
Il se remarie en 1209 avec Mélisende d'Arsouf, dame d'Arsouf, veuve de Thierry d'Orca, et fille de Guy, seigneur d'Arsouf, qui donne naissance à :
- Balian d'Ibelin (mort en 1247), qui lui succéda comme seigneur de Beyrouth ;
- Jean d'Ibelin (1212-1258), seigneur d'Arsouf et connétable de Jérusalem ;
- Raoul d’Ibelin ;
- Hugues d'Ibelin (mort en 1238) ;
- Baudouin d'Ibelin (mort en 1266) ;
- Guy d'Ibelin connétable de Chypre ;
- Isabelle d'Ibelin, nonne.